# 한병익
한병익(韓秉益, 1895년 ~ ? )은 일제강점기, 대한민국의 독립운동가이다. 3.1 운동 때 민족대표 48인으로 참가하였다가 옥고를 겪었다.

## 생애
한병익은 황해도 수안군 수안면 석교리 321번지에 주소를 두고, 3.1 운동 때 민족대표 48인으로 참가하였다가 체포되어 1920년 10월 30일 경성 복심에서 김홍규와 함께 징역 1년을 최종선고받고 약 2년간 복역하였다. 판결에서 미결수로 구류된 일수 중 360일을 형기에 산입하는 것으로 결정되어 판결과 함께 석방된 것으로 보인다.
한병익은 3.1운동과 관련하여 내란죄로 기소되어 경성 복심 판결문에 '천도교도로서 한일합병에 반대하고 조선독립의 사상을 가져 이경섭으로부터 독립선언서를 받아 황해도 수안군 수안면 석교리에 배포하고 1919년 3월 3일 오후 1시 그곳의 천도교구실 앞에서부터 헌병대 앞까지 동지 약 100명과 함께 조선독립만세를 부르며 시위하여 치안을 방해하였다'고 기재되었고, 함께 체포된 민족대표 48인 중 손병희등 37명과 함께 유죄 판결을 받았다.

## 가족 관계
- 부 : 한청일

## 참고 자료
- 경성복심법원 판결문(1920.10.30.)